# فاطمة ناصر
فاطمة ناصر (18 أكتوبر 1973-) فنانة تونسية، بدأت حياتها الفنية بالتمثيل في الأفلام القصيرة. ظهرت لأول مرة مع المخرج عمرو سلامة في الفيلم القصير «الإعلان»، ثم في فيلم «على الهوا» مع المخرج إيهاب لمعي (2007) والذي شارك في المسابقة الدولية لمهرجان القاهرة السينمائي في نفس العام.

## حياتها
حصلت على شهادتها من المعهد الأعلى للتجارة في تونس، وعملت كمستشارة في بنك (Banco Santander Central Hispanico (BSCH وفي شركة BFI الدولية.
قدمت أدواراً مميزة في العديد من الأفلام المصرية منها «أسد وأربع قطط» (2007) و«احكي يا شهرازاد» مع المخرج يسري نصرالله (2009) وفيلم «صابون نظيف» (2010) إخراج مليك عمارة والذي شارك في العديد من المهرجانات (مهرجان كان السينمائي الدولي، مهرجان أيام قرطاج السينمائي، ومهرجان وهران السينمائي) وفيلم «سكر مر» للمخرج هاني خليفة وفيلم «حرة» (2015) مع المخرج معاذ كمون والذي شارك في مهرجان الإسكندرية السينمائي الدولي.
تميزت بأدوارها التليفزيونية فقدمت العديد من المسلسلات الدرامية منها المسلسل التونسي «مكتوب» (2008)، و«الحب والسلام» (2009) وهو إنتاج سوري عراقي مشترك، و«الهروب من الغرب» (2009)، و«عابد كرمان» (2011)، و«الصفعة» (2012)، و«المنتقم» (2012)، و«مولانا العاشق» و«بعد البداية» (2015).

## أعمالها

### الأفلام
- 2006: الإعلان
- 2006: على الهوا
- 2007: أسد وأربع قطط
- 2009: إحكي يا شهرزاد
- 2010: بنتين من مصر
- 2010: الوتر
- 2015: سكر مر
- 2016: زهرة حلب
- 2016: روچ
- 2017: القرد بيتكلم
- 2018: مصطفى زاد

### المسلسلات
- 2009: الهروب من الغرب
- 2011: عابد كرمان
- 2011: أبواب الخوف
- 2012: عنقود الغضب
- 2012: شربات لوز
- 2012: المنتقم
- 2012: الصفعة
- 2015: مولانا العاشق
- 2015: بعد البداية
- 2015: أريد رجلا
- 2016: نصيبي وقسمتك (ج1)
- 2016: الخروج
- 2017: نصيبي وقسمتك (ج2)
- 2017: غرابيب سود
- 2018: عائلة الحاج نعمان (ج1)
- 2017: اختيار إجباري
- 2018: قانون عمر
- 2018: عائلة الحاج نعمان (ج2)
- 2018: أمر واقع
- 2019: قابيل
- 2019: العاشق: صراع الجواري
- 2022: تحقيق

## وصلات خارجية
- فاطمة ناصر على موقع أرشيف الشارخ.
- فاطمة ناصر على موقع IMDb (الإنجليزية)
- فاطمة ناصر على موقع قاعدة بيانات الأفلام العربية
- فاطمة ناصر على موقع كينوبويسك (الروسية)